# 北星駅
北星駅（ほくせいえき）は、北海道（上川総合振興局）名寄市智恵文北星にあった北海道旅客鉄道（JR北海道）宗谷本線の駅（廃駅）である。電報略号はホク。事務管理コードは▲121821。駅番号はW50。

## 歴史
宗谷本線での気動車運転開始に伴い各地に新設された駅のひとつであり、1956年（昭和31年）にはいわゆる仮乗降場として設置された記録がある。

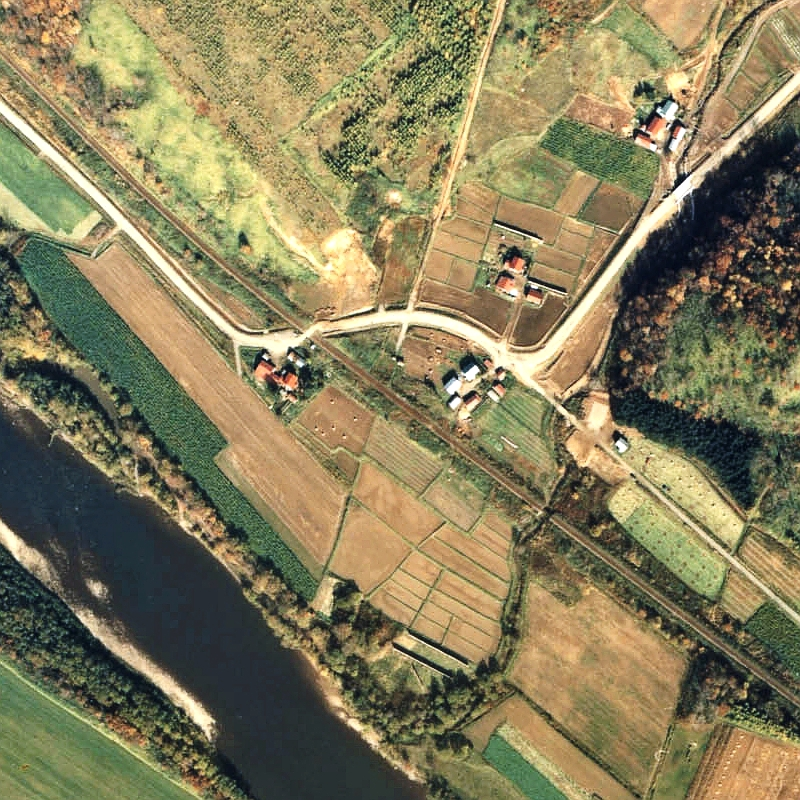
1977年の北星駅と周囲約500m範囲の状況。左上稚内方面。ホームが小さく、草に覆われているためか分かり難い。真ん中が丸くなったアルファベットのWの形の道路の中心を、右上から細道が一直線に貫いていて、それが線路に到達した処の右に、ぼんやり白く3mm程度の長さで見えるのがホームの一部。細道の道路と駅の中間にある建物が待合室。

廃止時点で一部の上り普通列車は通過していた。

### 年表
- 1956年（昭和31年）7月1日：日本国有鉄道（国鉄）宗谷本線智東駅 - 智恵文駅間に北星仮乗降場[注釈 1]として設置[2][3]。
  - 付近の住民が旭川鉄道管理局に対して停留所設置を陳情したことによるもので、設置決定と同時に住民の手によりホームを新設している[2]。
- 1959年（昭和34年）11月1日：同日付で北星駅（旅客駅）として新設開業（昇格）[5][3][6]。
- 1987年（昭和62年）4月1日：国鉄分割民営化に伴い、北海道旅客鉄道（JR北海道）の駅となる。
- 2016年（平成28年）10月2日：北海道新聞により、JR北海道が名寄市に対し廃止の意向を伝えていた旨が報道される[新聞 2]。
- 2019年（令和元年）12月3日：JR北海道が沿線自治体に対し、宗谷本線活性化推進協議会を通じて当駅含む29駅[注釈 2]について、自治体による維持管理もしくは費用負担による存続か、2021年（令和3年）3月での廃止かの方針を2020年3月までに報告するよう要請[新聞 3]。
- 2020年（令和2年）
  - 3月25日：この日までに、名寄市が当駅の廃止を容認[新聞 4][新聞 5][新聞 6]。
  - 3月27日：宗谷本線活性化推進協議会から廃止打診駅のうち当駅含む13駅についての廃止容認がJR北海道に伝えられる[新聞 7]。
- 2021年（令和3年）3月13日：利用者減少に伴い、同日のダイヤ改正にて廃止[JR北 1][JR北 2][新聞 1][新聞 8]。
  - 廃止後、待合所については解体され、後述の「毛織の北紡」の看板等は同年3月18日に取り外され、名寄市に寄贈の上、北国博物館の収蔵品となった[7][新聞 9]。
  - 7月下旬 - 8月上旬：ホームを撤去[新聞 10]。

### 駅名の由来
所在する集落の名称より。名寄市の北部にあることから当初「北山」と通称されていたが、この「北」の字と輝く「星」の2字を合わせ「北星」という地名となり、駅設置にあたりこの名称が用いられた。

## 駅構造
線路の北東側（稚内方面に向かって右手側）に木製の単式ホーム1面1線を有する地上駅であり、分岐器を持たない棒線駅であった。ホームの稚内方にスロープが設けられ、施設外へ通じていた。
開業時からの無人駅（名寄駅管理）で、ホームから少し離れた位置に下見板張り木造の待合所を有し、外壁には「毛織の北紡」と記載された赤い広告看板が掲示されていた。かつてはホーム側から見て待合所の左手側に、便器が取り外されていた木造の小さなトイレがあったが、2010年（平成22年）までに撤去された。
「毛織の北紡」のホーロー看板は、開設当時から木造の待合室に掲げられていたもので、智恵文地区でも昭和初期から羊毛用の羊の飼育が盛んとなり、1940年代後半には全国的に知られるようになった。
北紡は、旭川市内にあった羊毛紡績の会社で、現在のホクレンの前身となる北海道農業会の旭川工場羊毛紡績部門が独立して1950年（昭和25年）に設立された。1965年（昭和40年）にユニチカが出資したが、業績不振のため1973年（昭和48年）に会社整理となった。

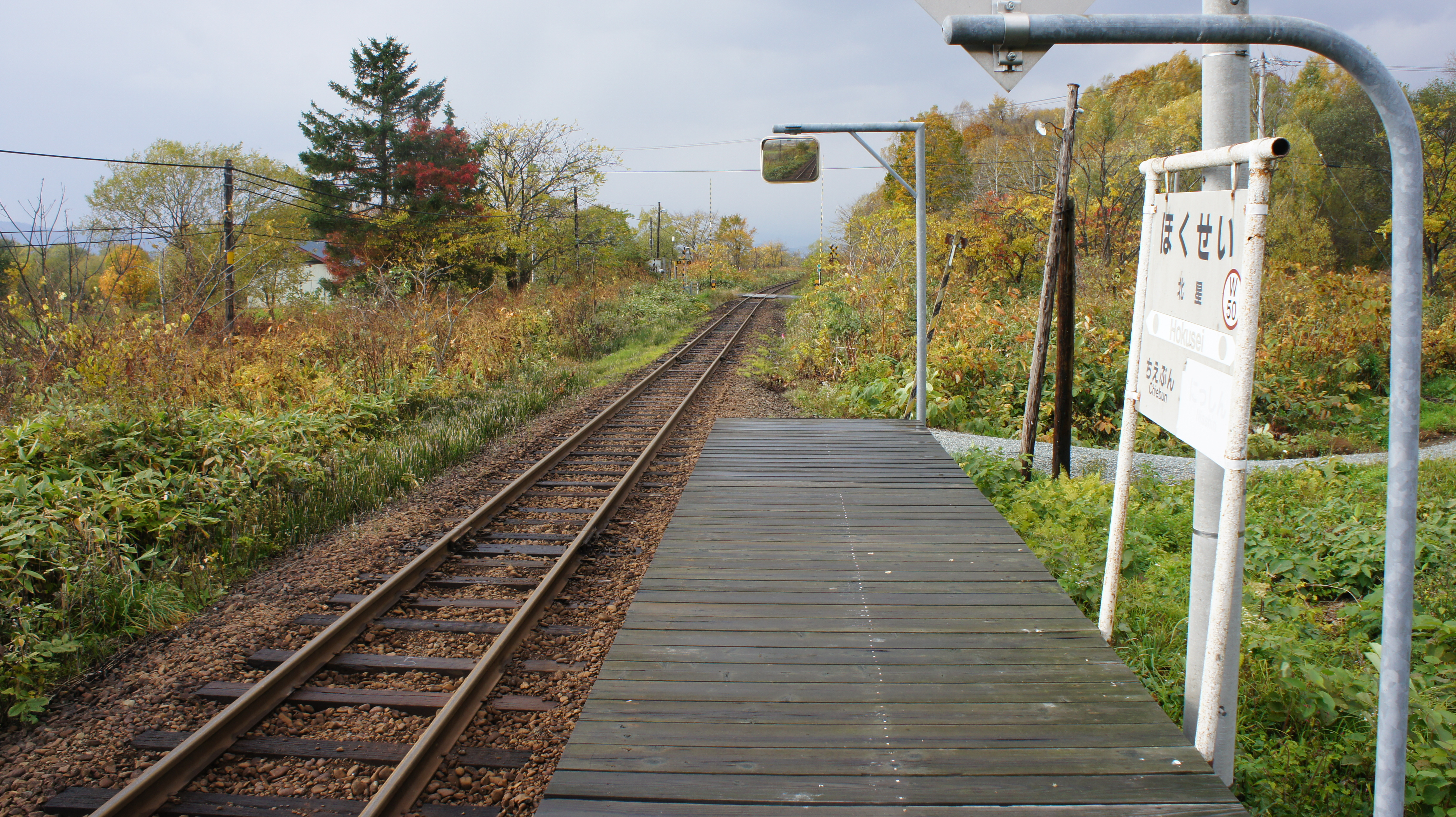
ホーム（2017年10月）
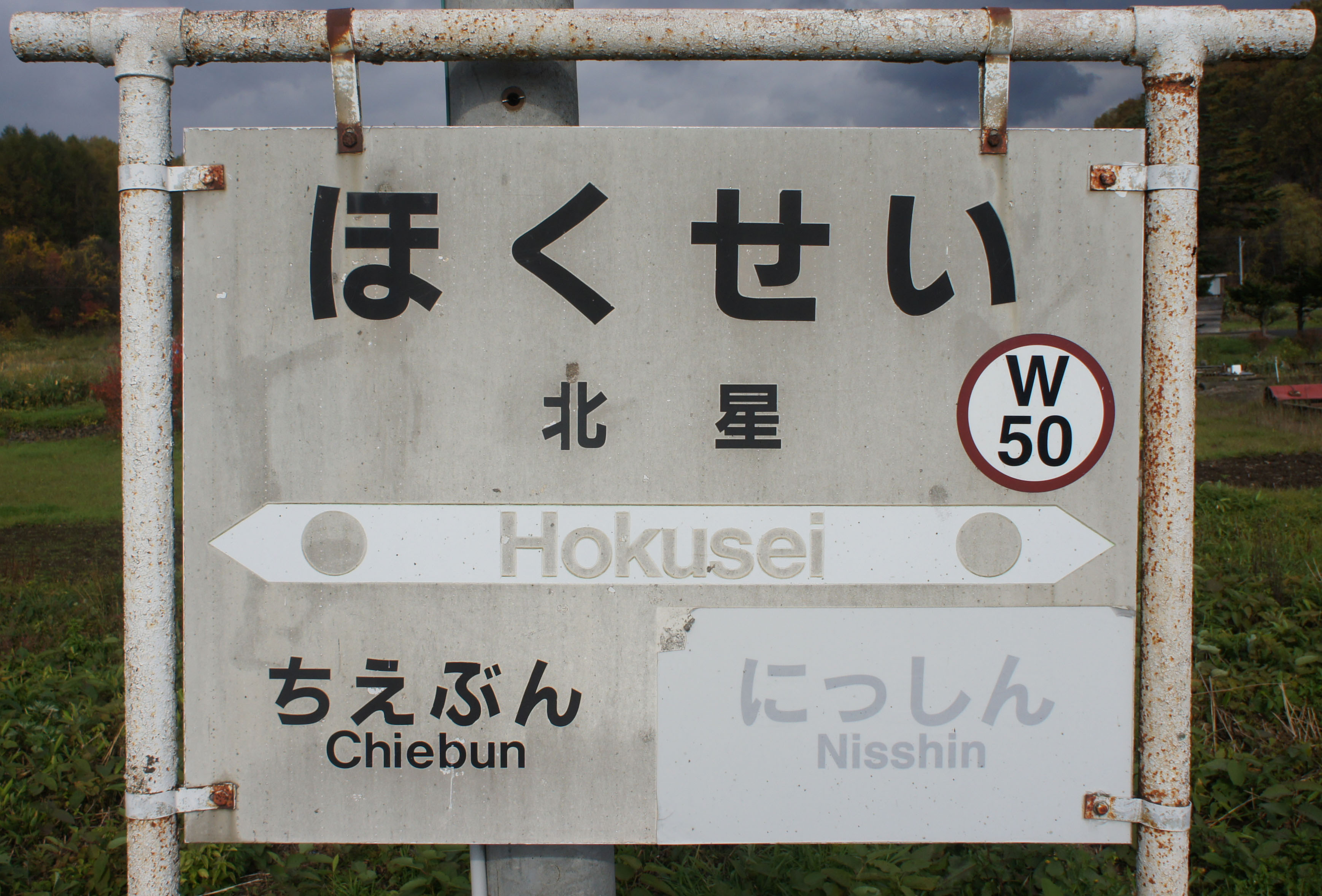
駅名標（2017年10月）

## 利用状況
仮乗降場としての開設直後の1956年（昭和31年）時点で、登校の児童生徒など1日平均約30人の利用があったとされている。
廃止直前までの乗車人員の推移は以下のとおり。「JR調査」については、当該の年度を最終年とする過去5年間の各調査日における平均である。
| 年度               | 乗車人員 | 乗車人員 | 乗車人員 | 出典       | 備考        |
| 年度               | 年間     | 1日平均  | JR調査   | 出典       | 備考        |
| ------------------ | -------- | -------- | -------- | ---------- | ----------- |
| 1978年（昭和53年） |          | 8.0      |          | [ 14 ]     |             |
| 1992年（平成04年） |          | (0)      |          | [ 10 ]     | 乗降人員0人 |
| 2013年（平成25年） |          | (1)      |          | [ 15 ]     | 乗降人員1人 |
| 2014年（平成26年） |          | (1)      |          | [ 15 ]     | 乗降人員1人 |
| 2015年（平成27年） |          |          | 1名以下  | [ JR北 3 ] |             |
| 2016年（平成28年） |          |          | 0.6      | [ JR北 4 ] |             |
| 2017年（平成29年） |          |          | 0.4      | [ JR北 5 ] |             |
| 2018年（平成30年） |          |          | 0.2      | [ JR北 6 ] |             |
| 2019年（令和元年） |          |          | 0.2      | [ JR北 7 ] |             |
| 2020年（令和02年） |          |          | 1.2      | [ JR北 8 ] |             |

## 駅周辺
大正時代、北星駅（当時は未開設）北側の北山地区に入植者が相次いだ。戦後は緊急入植もあり、1950年（昭和25年）頃には70戸ほどに増えた。山間の北山地区、天塩川寄りの北星地区と合わせて、地元の要望と住民の労力奉仕もあって仮乗降場が設置されたが、1960年代後半から離農者が増え始めた。1970年（昭和45年）には12軒の民家があったが、廃止が決まった2020年（令和2年）時点で、周辺には1人のみが住んでいた。北山小学校もあったが、1977年（昭和52年）に閉校した。
- 天塩川

## 隣の駅
北海道旅客鉄道（JR北海道）
■宗谷本線（廃止時点）
日進駅 (W49) - *智東駅 -  北星駅 (W50) - 智恵文駅 (W51)
*打消線は廃駅